# اولف کلیش
اولف کلیش (انگلیسی: Ulf Kliche؛ زادهٔ ۷ اوت ۱۹۶۹) بازیکن فوتبال اهل آلمان است.
از باشگاه‌هایی که در آن بازی کرده‌است می‌توان به باشگاه فوتبال بایرن مونیخ ۲ و باشگاه فوتبال بایرن مونیخ اشاره کرد.
وی همچنین در تیم ملی فوتبال زیر ۲۳ سال آلمان بازی کرده‌است.